# Ungarische Bandynationalmannschaft der Herren
Die ungarische Bandynationalmannschaft der Herren präsentiert Ungarn bei internationalen Herren-Spielen im Bandy. Der nationale Bandyverband Magyar Bandy Szövetség wurde 1988 Mitglied der IBF (heute: FIB) und gab 1991 sein Debüt bei der Bandy-Weltmeisterschaft in Finnland.
Bei Weltmeisterschaften zählte das Team bislang stets zu den Außenseitern. Bei der WM 1993 in Norwegen erreichten die Ungarn das bislang beste Ergebnis (7. Platz bei 8 Teilnehmern). Bei den Weltmeisterschaften 2008 und 2009 wurde man jeweils 13. und somit letzter. Bei den drei Weltmeisterschaften von 1999 bis 2003 erfolgte keine Teilnahme, da nur eine A-Weltmeisterschaft gespielt wurde.

## Ungarn bei Weltmeisterschaften
- Höchster Sieg: 10:2 gegen Estland (WM 2005)
- Höchste Niederlage: 0:27 gegen Kasachstan (WM 1997)

| Turnier                      | Ort                 | Gruppe | Gruppenplatzierung | Endplatzierung |
| ---------------------------- | ------------------- | ------ | ------------------ | -------------- |
| Bandy-Weltmeisterschaft 1991 | Finnland            | B      | 3. (von 4)         | 8. (von 8)     |
| Bandy-Weltmeisterschaft 1993 | Norwegen            | B      | 3. (von 4)         | 7. (von 8)     |
| Bandy-Weltmeisterschaft 1995 | USA                 | B      | 4. (von 4)         | 8. (von 8)     |
| Bandy-Weltmeisterschaft 1997 | Schweden            | B      | 3. (von 4)         | 8. (von 9)     |
| Bandy-Weltmeisterschaft 1999 | Russland            | k. T.  |                    |                |
| Bandy-Weltmeisterschaft 2001 | Finnland & Schweden | k. T.  |                    |                |
| Bandy-Weltmeisterschaft 2003 | Russland            | k. T.  |                    |                |
| Bandy-Weltmeisterschaft 2004 | Ungarn (B-WM)       | B      | 4. (von 6)         | 8. (von 11)    |
| Bandy-Weltmeisterschaft 2005 | Russland            | B      | 4. (von 5)         | 10. (von 11)   |
| Bandy-Weltmeisterschaft 2006 | Russland            | B      | 3. (von 6)         | 9. (von 12)    |
| Bandy-Weltmeisterschaft 2007 | Schweden            | B      | 3. (von 6)         | 10. (von 12)   |
| Bandy-Weltmeisterschaft 2008 | Russland            | B      | 7. (von 7)         | 13. (von 13)   |
| Bandy-Weltmeisterschaft 2009 | Schweden            | B      | 6. (von 7)         | 13. (von 13)   |
| Bandy-Weltmeisterschaft 2010 | Russland            | B      | 4. (von 5)         | 10. (von 11)   |
| Bandy-Weltmeisterschaft 2011 | Russland            | B      | 4. (von 5)         | 10. (von 11)   |
| Bandy-Weltmeisterschaft 2012 | Kasachstan          | B      | 3. (von 5)         | 9. (von 14)    |

Herren:
Belarus |
Deutschland |
Estland |
Finnland |
Japan |
Kanada |
Kasachstan |
Kirgisistan |
Lettland |
Mongolei |
Niederlande |
Norwegen |
Russland |
Schweden |
Somalia |
Ukraine |
Ungarn |
Vereinigte Staaten
Ehemalige Nationalmannschaften:
Sowjetunion
Damen:
Finnland |
Schweden |
Norwegen |
Russland |
Vereinigte Staaten |
Kanada |
Ungarn